# Марич, Милан
Милан Марич (серб. Милан Марић; род. 31 июля 1990, Белград, Югославия) — сербский актёр театра и кино. Считается[кем?] одним из наиболее перспективных актёров молодого поколения в стране.

## Биография
Родился 31 июля 1990 года в Белграде.
На сцену вышел ещё подростком в молодёжном театре «ДАДОВ», а затем поступил на Факультет драматического искусства. Окончив его, в том же году Марич был принят в труппу Югославского драматического театра, в котором служит и по сей день. У артиста немалая армия поклонников и множество сыгранных ролей в спектаклях.
В 2013 году окончил Факультет драматического искусства, класс Биляны Машич. Сыграл несколько ролей в крупнейших театрах Белграда: Югославском драматическом театре, Ателье 212, Битеф, Культурном центре города Белград, а также в театре города Крушевац. В честь столетней годовщины начала Первой мировой войны сыграл три роли: Гаврилы Принципа в спектакле «Мне мала эта могила» Биляны Србля́нович и Данила Илича в драме «Змееубийцы» Милены Маркович и в киноленте «Я защищал Молодую Боснию». 
В 2018 году на экраны вышли сразу две его работы: фильм Алексея Германа-младшего «Довлатов», в котором Милан исполнил главную роль, а также телевизионный сериал «Династия Неманичей — рождение королевства», в котором Милан играет роль молодого Вукана Неманича.

## Театральные роли
| Название шоу                            | Театр                           | Премьера        |
| --------------------------------------- | ------------------------------- | --------------- |
| «За решеткой»                           | Театр города Крушевац           | 14 октября 2011 |
| «Рабочие умирают с песней»              | Битеф                           | 16 декабря 2011 |
| «Баллада о Пишони и Жуги»               | Битеф                           | 7 марта 2012    |
| "Подозрительная личность                | Югославский драматический театр | 9 апреля 2012   |
| «Зоран Джинджич»                        | Ателье 212                      | 18 мая 2012     |
| «Пятьдесят ударов»                      | Ателье 212                      | 18 января 2013  |
| «Барышня»                               | Югославский драматический театр | 26 апреля 2013  |
| «Мне мала эта могила»                   | Битеф                           | 12 марта 2014   |
| «Змееубийцы»                            | Югославский драматический театр | 7 июня 2014     |
| «Хинкеман: Чему быть, того не миновать» | Югославский драматический театр | 14 мая 2013     |
| «Дневник о Чарноевиче»                  | Югославский драматический театр | 17 декабря 2014 |
| «Тартюф»                                | Югославский драматический театр |                 |
| «Венецианский купец»                    | Югославский драматический театр |                 |

## Фильмография
- 2011 — «Запах дождя на Балканах» — Коки.
- 2014 — «Я защищал молодую Боснию» — Данило Илич.
- 2016 — «Хорошая жена» — Давор.
- 2016 — «Влажность» — Джордже.
- 2016 — «Санта-Мария-делла-Салюте» — Милан Обренович.
- 2018 — «Династия Неманичей — рождение королевства» — Вукан Неманич.
- 2018 — «Довлатов» — Сергей Довлатов.
- 2018 — «Оборванная мелодия» — Антонио.